# Assistant de l'enseignement supérieur en France
Dans le système d'enseignement supérieur français antérieur à la loi Savary (1984), un assistant était un enseignant universitaire préparant généralement un doctorat de 3e cycle ou un doctorat d'État. Ils étaient selon les disciplines fonctionnaires ou contractuels et étaient, avec les maîtres-assistants, des enseignants dits « de rang B ». Il n'y a plus de recrutement d'assistant de l'enseignement supérieur depuis 1985. Il restait en 2007-2008 96 assistants titulaires en fonction dans l'enseignement supérieur. Ils sont actuellement régis par le décret 84-431 relatif au statut des enseignants-chercheurs de l'enseignement supérieur et par le décret 99-170. Depuis 1985, les assistants de l'enseignement supérieur ont été progressivement intégrés dans le corps des maîtres de conférences par inscription sur une liste d'aptitude et transformation d'emploi. 
On comptait 3 495 assistants en 1960-61 (35 % des effectifs des enseignants du supérieur public), 12519 en 1967-1968 (48 %), 18071 en 1973-74 (45 %) et 12417 en 1980-81 (30 %) . L'âge moyen de recrutement des assistants était en 1978 de 25 ans en sciences, 31 ans en lettres et 28 ans en droit.
En matière de rémunération, existait une différence très nette entre les assistants agrégés et les assistants non agrégés, bien qu'il n'existât aucune différence de fonction. Les assistants agrégés percevaient un salaire comparable à un professeur agrégé pendant 5 ans, durée après laquelle leur rémunération stagnait. Les assistants non agrégés percevaient eux une rémunération comparable à celle d'un professeur certifié (ce qui représentait un écart de 20 % au bout de 5 ans avec les assistants-agrégés) avec, en sciences, une grille de carrière s'étalant sur 14 ans. 
Les fonctions éducatives des assistants de l'enseignement supérieur ont été progressivement reprises après 1985 par des personnels doctorants plus précaires engagés sur contrat de courte durée (1 à 3 ans) sans évolution de salaire et, pour une part importante d'entre eux, à temps partiel. Il s'agit tout d'abord des allocataires d'enseignement supérieur, puis (1988) des allocataires d'enseignement et de recherche, des moniteurs de l'enseignement supérieur et des attachés temporaires d'enseignement et de recherche. Il y avait en 2007, 6625 attachés (~4500 postes à temps plein) et 7127 moniteurs soit 15,5 % des enseignants du supérieur public. 
Le premier corps d'assistant fonctionnaire a été créé dans les facultés des sciences en 1926 en se substituant aux préparateurs contractuels. Des postes d'assistants pour les facultés de médecine sont créés dans les années 1930. Des assistants apparaissent dans les facultés des lettres en 1942, mais ils sont contractuels, nommés pour une durée d'au plus 6 ans. Ce sont souvent des professeurs agrégés détachés. Il apparait également des assistants contractuels dans les facultés de droit dans les années 1950. Ils étaient chargés de la direction de travaux pratiques et de la correction des copies, ils étaient parfois chargés de travaux dirigés ou d'explications de textes. Les assistants devaient être au moins licenciés. 
Il existe également un corps d'assistants de l'École supérieure de physique et de chimie industrielle de Paris, il s'agit de fonctionnaires territoriaux. 
Il existe enfin également des assistants de l'enseignement supérieur contractuels dans les établissements dépendant du ministère de l'agriculture. Ces emplois sont semblables à des emplois d'allocataires de recherche-moniteurs ou d'attachés temporaires d'enseignement et de recherche. 

## Les assistants dans les différents ordres de faculté

### Assistants des facultés des sciences
Les assistants des facultés des sciences étaient des fonctionnaires nommés par le recteur d'académie. Pour être titularisés, les assistants devaient avoir la licence ès sciences avec une combinaison de certificat donnant accès à l'inscription pour le doctorat d'État, puis, après 1966, la maîtrise. 
Une nomination provisoire en tant qu'assistant-délégué était également possible en cas de vacance temporaire d'un poste d'assistant, avec titularisation en cas de vacance définitive. 
Les professeurs agrégés de l'enseignement du second degré étaient quant à eux détachés sur un poste d'assistant et percevaient une rémunération supérieure.
Aucun texte statutaire ne fixait les fonctions des assistants. Celles-ci consistaient en pratique en la direction de travaux pratiques et d'exercices.

#### Rémunération
Selon le décret  et l'arrêté du 7 septembre 1961 :
| Échelon | Indice Brut | Indice Majoré | Ancienneté requise pour l'accès à cet échelon au choix (30 %) | Ancienneté cumulée depuis le 1er échelon au choix | Ancienneté requise pour l'accès à cet échelon à l'ancienneté (70 %) | Ancienneté cumulée depuis le 1er échelon à l'ancienneté |
| ------- | ----------- | ------------- | ------------------------------------------------------------- | ------------------------------------------------- | ------------------------------------------------------------------- | ------------------------------------------------------- |
| 1e      |             | 301           | 0                                                             | 0                                                 | 0                                                                   | 0                                                       |
| 2e      |             | 334           | 1 an                                                          | 1 an                                              | 1 an                                                                | 1 an                                                    |
| 3e      |             | 376           | 1,5 an                                                        | 2,5 ans                                           | 2 ans                                                               | 3 ans                                                   |
| 4e      |             | 410           | 2 ans                                                         | 4,5 ans                                           | 2,5 ans                                                             | 5,5 ans                                                 |
| 5e      |             | 441           | 2,75 ans                                                      | 7,25 ans                                          | 3,5 ans                                                             | 9 ans                                                   |
| 6e      |             | 475           | 3 ans                                                         | 10,25 ans                                         | 5 ans                                                               | 14 ans                                                  |

| Échelon | Indice Brut | Indice Majoré | Ancienneté requise pour l'accès à cet échelon au choix (30 %) | Ancienneté cumulée depuis le 1er échelon au choix | Ancienneté requise pour l'accès à cet échelon à l'ancienneté (70 %) | Ancienneté cumulée depuis le 1er échelon à l'ancienneté |
| ------- | ----------- | ------------- | ------------------------------------------------------------- | ------------------------------------------------- | ------------------------------------------------------------------- | ------------------------------------------------------- |
| 1e      |             | 342           | 0                                                             | 0                                                 | 0                                                                   | 0                                                       |
| 2e      |             | 384           | 1 an                                                          | 1 an                                              | 1 an                                                                | 1 an                                                    |
| 3e      |             | 421           | 1,25 an                                                       | 2,25 ans                                          | 1,5 an                                                              | 2,5 ans                                                 |
| 4e      |             | 460           | 1,25 an                                                       | 3,5 ans                                           | 1,5 an                                                              | 4 ans                                                   |
| 5e      |             | 490           | 1,25 an                                                       | 4,75 ans                                          | 1,5 an                                                              | 5,5 ans                                                 |

### Assistants des facultés des lettres
Dans les facultés des lettres, les assistants apparurent en 1942. Ils n'étaient pas fonctionnaires. D'après le décret du 13 mai 1942, les candidats aux postes d'assistants dans les facultés des lettres devaient justifier de la licence ès lettres requise pour l'enseignement secondaire et du diplôme d'études supérieures. Ils étaient nommés sur proposition de l'assemblée de la faculté pour une durée maximum de quatre années universitaires avec prolongation exceptionnelle d'une ou deux années, l'assemblée de la faculté pouvant proposer de mettre fin à leurs fonctions à l'issue de chaque année universitaire. Les assistants des facultés des lettres étaient chargés de la direction des travaux pratiques et de la correction des copies. Ils pouvaient exceptionnellement être appelés à diriger des explications de textes. Leur service maximum d'enseignement était de 5 heures par semaine.
Comme dans les facultés des sciences, les professeurs agrégés de l'enseignement du second degré étaient détachés sur un poste d'assistant et percevaient une rémunération supérieure. La durée de leur détachement était cependant limitée à la durée de nomination.
Au terme du maximum des six années, pour rester dans l'enseignement supérieur les assistants devaient obtenir un poste de maître-assistant (poste fonctionnaire). Du moins en théorie car les besoins d'encadrement des étudiants dans l'enseignement supérieur étaient devenus tels, dans les années soixante-dix, que certains assistants ont pu être maintenus en poste bien au-delà du nombre d'années prévu dans leur contrat de mise à la dispositon de l'enseignement supérieur. C'est le recutement massif lancé d'un seul coup en 1980 (pratiquement autant d'emplois à pourvoir qu'il existait d'assistants inscrits sur la Lafma, liste d'aptitude aux fonctions de maître-assistant) qui a assaini la situation.

### Assistants des facultés de droit
Aucun texte réglementaire ne définissait le statut des assistants dans les facultés de droit. Le décret du 8 février 1963 confia leur gestion au recteur d'académie. Les assistants devaient être recrutés parmi les licenciés en droit et étaient souvent titulaires également d'un diplôme d'études supérieures. Leurs fonctions d'enseignement consistaient en général en la direction de travaux dirigés ou de travaux pratiques et en corrections de copies. En parallèle ils préparaient généralement un autre diplôme d'études supérieures, une thèse de doctorat, ou l'agrégation de droit.

### Assistants des facultés de pharmacie
Dans les facultés de pharmacie, les assistants étaient des fonctionnaires, soumis à une période de stage de trois ans. Ils étaient recrutés parmi les docteurs en médecine, en pharmacie ou les licenciés ès sciences sur proposition du conseil de la faculté. Ils ne pouvaient être inscrits à la patente. Leurs fonctions étaient sensiblement les mêmes que celles des assistants des facultés des sciences

### Assistants des facultés de médecine et des écoles d'odontologie
Les assistants des facultés étaient recrutés parmi les docteurs en médecine ou en pharmacie, les licenciés ès sciences et les chirurgiens-dentistes diplômés. Ils étaient nommés pour un an renouvelable par le recteur d'académie sur proposition du conseil de l'université. Ils pouvaient être titularisés au bout de trois ans, ou directement pour les inscrits sur la liste d'aptitude aux fonctions de chef de travaux ou ayant été admissibles à un concours d'agrégation des facultés de médecine, sur proposition du chef de service et avis conforme du conseil de l'université, s'ils n'étaient pas inscrits à la patente. Ils avaient pour fonction de seconder les professeurs dans les laboratoires de recherche et pour les travaux pratiques sur la base de 5 séances par semaine. 
Cette catégorie fut mise en extinction à la suite de la création en 1960 des centres hospitalo-universitaires et des nouvelles catégories de personnels « bi-appartenants » exerçant à la fois des activités universitaires et hospitalières. Les assistants furent alors remplacés par les assistants des facultés - assistants des hôpitaux, pour les « fondamentalistes », et les chefs de clinique - assistants des hôpitaux, pour les « cliniciens ». Ils étaient nommés pour quatre ans, avec un renouvellement possible pour trois ans, par décision conjointe du directeur général du centre hospitalier régional et du directeur de l'unité d'enseignement et de recherche. 
Avait été de plus créé en 1963 une catégorie sans fonctions hospitalières : les attachés de facultés - chefs de cliniques et les assistants de sciences fondamentales. Ils étaient nommés par le directeur de l'unité d'enseignement et de recherche sur proposition du professeur titulaire ou maître de conférences agrégé dans le service duquel la vacance est déclarée et après avis du conseil de l'unité d'enseignement et de recherche. 
En ce qui concerne l'odontologie, fut créée à la suite de la création des écoles nationales de chirurgie dentaire et des centres de soins, une nouvelle catégorie d'assistants participant à la fois à l'enseignement, à la recherche et aux soins. Ils étaient nommés pour quatre ans, avec renouvellement possible pour trois ans, sur proposition conjointe du directeur de l'unité d'enseignement et de recherche ou école nationale et du directeur du centre hospitalier régional, après un concours régis par l'arrêté du 17 mars 1970.

## Réforme statutaire et politique de rééquilibrage de la pyramide des emplois (1979)
En raison des recrutements massifs effectués entre 1965 et 1972 et le changement de conjoncture économique, un véritable blocage des carrières universitaires apparait à partir de 1976. L'une des préoccupations de la secrétaire d'état aux universités Alice Saunier-Seité est le déblocage des carrières par le rééquilibrage de la pyramide des emplois. 8000 promotions sont ainsi mises en œuvre dans le cadre d'un plan pluriannuel. En particulier, la politique du ministère consiste à transformer en maîtres-assistants titulaires tous les assistants inscrits sur la liste d'aptitude aux fonctions de maître-assistant.
En novembre 1976, 1129 transformations d'emplois sont votées par le Parlement, dont 950 d'assistants en maîtres-assistants. En novembre 1977, ce sont 1036 transformations d'emplois que le Parlement autorise, dont 400 postes d'assistants en maîtres-assistants et 250 postes de maîtres-assistants en maîtres de conférences. L'année suivante 2100 postes d'assistants sont transformés en postes de maîtres-assistants, 800 de maîtres-assistants en maîtres de conférences et 100 maîtrises de conférences en postes de professeurs titulaires. 
En 1978 on compte ainsi 14 600 assistants, 14 500 maîtres-assistants, 5 500 maîtres de conférences et 4 800 professeurs titulaires. 11 000 assistants sont alors inscrits sur la liste d'aptitude aux fonctions de maître-assistants et 4 350 enseignants inscrits sur la liste d'aptitude aux fonctions de maître de conférences. À la suite de ces transformations d'emploi, en 1980 le pourcentage des assistants dans l'ensemble des enseignants du supérieur passe de 44 % avant 1976 à 28 % (12400), alors que la proportion de maîtres-assistants devient la plus importante (44 %) (16 770) et celle des professeurs des universités passe à 31 % (12 124) après la fusion des corps de maîtres de conférences et de professeurs titulaires. En mai 1982, on ne compte plus que 7 000 assistants, dont les deux tiers âgés de plus de 35 ans. 
Parallèlement, le mode de recrutement et les conditions d'exercice des assistants non titulaires des disciplines littéraires et de sciences humaines, juridiques, politiques, économiques et de gestion sont resserrées. Le décret 78-966 fixe le nouveau cadre réglementaire pour les assistants non titulaires en remplaçant le décret du 13 mai 1942 relatif aux assistants des facultés de lettres. Il précise que les assistants non titulaires assurent 150 h de travaux dirigés ou 300 h de travaux pratiques sous la direction et la responsabilité nominales et effectives du ou des enseignants qui assurent le cours dans le cadre duquel ces travaux sont organisés. Pendant la durée de leurs fonctions, les assistants doivent élaborer une thèse de doctorat de troisième cycle ou de doctorat d'état, ou des "travaux de recherche complémentaires". Les candidats à un emploi d'assistant non titulaire doivent être titulaires d'un diplôme sanctionnant l'accomplissement d'une année d'études en troisième cycle. Les candidatures sont examinées par un jury désigné en son sein par la commission de spécialistes d'établissement compétente qui procède à l'audition des candidats et établit la liste de classement. La nomination est initialement d'un an, elle peut être prolongée de deux ans deux fois si l'aptitude à l'enseignement et l'état d'avancement des travaux de recherche de l'assistant le justifient. Ce maintien en fonctions est prononcé par le recteur-chancelier sur proposition du chef d'établissement, ou le cas échéant du directeur d'école ou d'institut interne, et après avis du directeur de l'unité d'enseignement et de recherche, au vu d'un rapport établi par les enseignants responsables de leurs recherches et des travaux dirigés ou pratiques. La durée totale des fonctions est donc de cinq années. Pour les assistants déjà en place, le décret prévoit la possibilité d'un renouvellement de nomination, cependant s'ils ont déjà exercé cinq années, ils doivent réaliser un service d'enseignement de 375 h de travaux dirigés ou 750 h de travaux pratiques.

## Unification des corps d'assistants mis en extinction (1999)
Le décret 99-170 a créé le nouveau corps des assistants de l'enseignement supérieur afin de se substituer à plusieurs corps d'assistants mis en extinction. Il a également eu pour objectif d'y intégrer des personnels jusqu'alors contractuels de même niveau et de revaloriser leur carrière notamment en portant l'indice terminal du grade unique d'assistant à l'indice brut 801 par analogie avec celui de la classe normale des professeurs certifiés. Un premier plan de revalorisation avait eu lieu par l'intermédiaire du décret 93-94 qui avait aligné l'indice terminal des trois corps d'assistants sur celui des adjoints d'enseignement. Les anciens corps d'assistants intégrés dans le nouveau corps unique sont les : 
- assistants régis par le décret 61-1007 :
  - assistants agrégés des facultés (concerne uniquement les facultés des sciences (décret du 1er octobre 1926) et de pharmacie (décret du 7 mars 1936), carrière se déroulant sur 5 ans)
  - assistants non agrégés des facultés (concerne uniquement les facultés des sciences et de pharmacie, carrière se déroulant sur 10 à 14 ans)
  - assistants non agrégés des écoles normales supérieures
  - assistants non agrégés du Muséum national d'histoire naturelle
  - assistants du service de muséologie
  - chefs de travaux et préparateurs licenciés de l'école pratique des hautes études
  - assistants non agrégés de l'institut d'hydrologie et de climatologie
- assistants du Conservatoire national des arts et métiers régis par le décret 62-280
- assistants des observatoires et des instituts de physique du globe régis par le décret 62-382
- assistants des disciplines juridiques, politiques, économiques et de gestion et des disciplines littéraires et de sciences humaines régis par le décret 83-287

Ce corps a été créé par titularisation des assistants contractuels des disciplines mentionnées. Ils étaient chargés des missions de formations initiales et continues et des missions de recherches. Ils devaient assurer des travaux dirigés et des travaux pratiques (à raison de 150 h de TD ou 300 h de TP) et, sur avis du conseil de l'UER, pouvaient être chargés de cours après 2 années. S'ils n'étaient pas titulaires d'un doctorat, ils devaient en préparer un.
Les assistants non titulaires des disciplines mentionnées avaient vu leur réglementation réorganisée par le décret no 78-966, leur recrutement étant alors d'au maximum 5 ans
- assistants des disciplines médicales biologiques et mixtes régis par le décret 86-380 et 84-431, issus des attachés assistants de sciences fondamentales régis par le décret 63-1192.

## Assistants d'enseignement et de recherche contractuels du ministère de l'agriculture
D'après le décret no 91-374 du 16 avril 1991 fixant les dispositions applicables aux assistants d'enseignement et de recherche contractuels des établissements d'enseignement supérieur publics relevant du ministre chargé de l'agriculture : 
Les assistants d'enseignement et de recherche contractuels concourent à l'accomplissement des missions du service public de l'enseignement supérieur agricole définies à l'article L. 814-1 du code rural et de celles de l'enseignement et de la formation professionnelle agricoles publics définies à l'article 2 de la loi du 9 juillet 1984.
Engagés dans la perspective de pouvoir exercer ultérieurement des fonctions d'enseignant-chercheur, ils préparent le diplôme de doctorat prévu à l'article 16 de la loi du 26 janvier 1984 susvisée et bénéficient de stages de formation pédagogique dans des conditions fixées par arrêté du ministre chargé de l'agriculture.
Au cours d'une première période d'engagement de trois ans prévue à l'article 9 ci-dessous, les obligations de service des assistants d'enseignement et de recherche contractuel correspondent au temps à consacrer à la préparation du doctorat et à un service d'enseignement en présence d'élèves ou d'étudiants d'une durée annuelle égale à 96 heures de travaux dirigés ou 128 heures de travaux cliniques ou 144 heures de travaux pratiques ou toute combinaison équivalente (soit la moitié d'un service d'enseignant chercheur).
Au cours de la seconde période d'engagement d'au plus trois ans, c'est-à-dire après la soutenance de thèse de doctorat ou en fin d'achèvement, le service d'enseignement des assistants d'enseignement et de recherche contractuels est fixé au double de celui mentionné à l'alinéa précédent (soit un service identique à celui d'un attaché temporaire d'enseignement et de recherche, ou d'un enseignant chercheur titulaire). Ils doivent en outre se consacrer à la préparation d'un concours donnant accès à un corps d'enseignant-chercheur.
À titre exceptionnel, lorsque les exigences du service le justifient, des cours peuvent leur être confiés. Une heure de cours est équivalente à une heure et demie de travaux dirigés.
Les assistants d'enseignement et de recherche contractuels sont recrutés par contrat du ministre chargé de l'agriculture, à la suite d'une sélection sur titres et éventuellement sur épreuves. Les candidats doivent justifier d'un diplôme d'études approfondies, ou du diplôme sanctionnant le troisième cycle des études médicales ou pharmaceutiques, d'un certificat de fin de scolarité des écoles nationales vétérinaires ou d'un diplôme d'ingénieur.
Leur rémunération comprend une rémunération correspondant à l'indice brut 450 en la 1re année, à l'indice 500 les deux années suivantes ou jusqu'au doctorat et à l'indice 593 pour les docteurs ou après 3 ans. Ils reçoivent également une rémunération pour les enseignements qu'ils effectuent correspondant à un demi-service.